# ابن القصاب
هو محمد بن علي بن عبد الحق الأنصاري المشهور بابن القصاب من أهل فاس، يقرأ القرآن بالقراءات السبع، ويقرأ اللغة العربية أيضاً. توفي في حدود سنة 690 هجرية. وهو غير الوزير العباسي ابن القصاب.

## شيوخه
من شيوخه الذين أخذ عنهم: الإمام الحافظ أبو يعقوب المحساني، الذي قرأ عليه الشاطبية سماعاً وشرحا.

## تلاميذه
منهم: أبو عبد الله الخراز: محمد بن محمد بن إبراهيم (ت718هـ). صاحب نظم مورد الظمآن في رسم القرآن. وأبو عبد الله محمد بن محمد بن داود الصنهاجي، المشهور بـابن آجروم(ت723هـ). صاحب المقدمة النحوية الشهيرة الآجرومية.

## مصنفاته
1- الكتاب الكبير: وهو كتاب واسع في القرءات وعللها، وقد أحال عليه في كتابه: «تقريب المنافع» في سبعة عشر موضعاً، ولم يعثر له على أثر.
2- تقريب المنافع في حروف نافع: وهو كتاب مختصر حاول فيه تلخيص ما يتعلق بقراءة الإمام نافع رواية ودراية.

## وصلات خارجية
- ترجمة ابن القصاب في موقع مركز أبي عمرو الداني للدراسات والبحوث القرائية المتخصصة